# Harmandina sinensis
Harmandina sinensis is een hooiwagen uit de familie Sclerosomatidae.